# Cierniem koronowanie (obraz Antoona van Dycka)

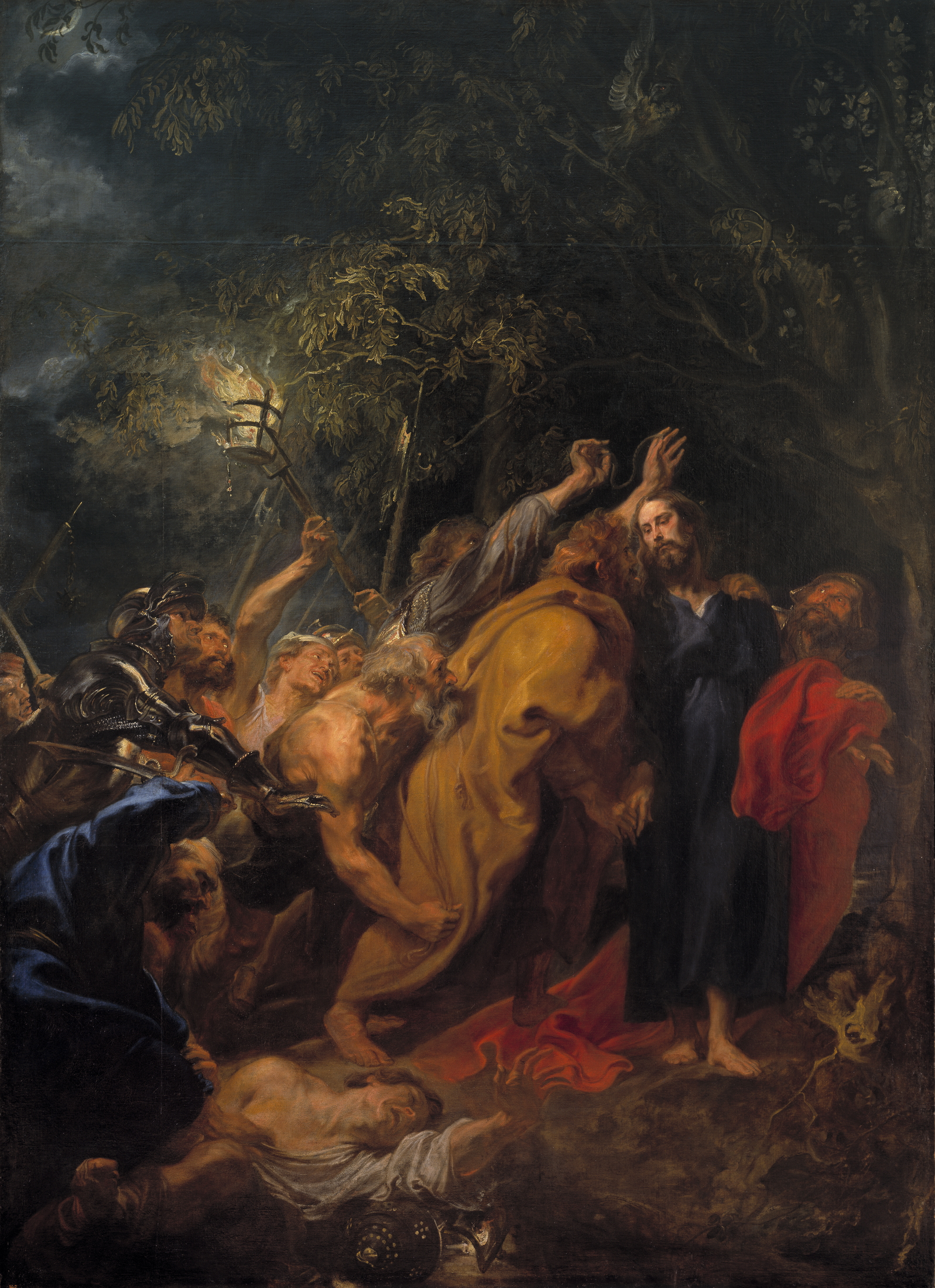
Pojmanie Chrystusa, obraz van Dycka z 1621

Cierniem koronowanie (niderl. De bespotting van Christus) – obraz flamandzkiego malarza późnego baroku Antoona van Dycka, znajdujący się w muzeum Prado w Madrycie (nr inw. P01474).

## Opis
Temat przewodni zaczerpnięty został z Nowego Testamentu. Scenę koronowania opisują ewangelie Mateusza (Mt. 27,29) i Marka (Mk. 15,17).
Van Dyck przedstawił epizod na krótko przed ukoronowaniem Chrystusa – jeden ze strażników za moment włoży mu na głowę koronę cierniową, a drugi włoży do ręki trzcinę. Chrystus wydaje się obojętny na otaczające go postacie, a na jego ciele, lśniącym boskim światłem, nie widać ran z wcześniejszego biczowania; krew pojawia się jedynie na jego stopie i ramieniu. Postacie mają pospolite twarze, bardziej przypominające oblicza złoczyńców, niż demonów, jak to miało miejsce w malarstwie średniowiecznym.
Po lewej stronie u góry, zza krat przyglądają się gapie, co daje wrażenie przestrzeni pomiędzy miejscem kaźni a widzem. Dramatyzm i bezsilność widza wobec cierpień Chrystusa potęguje wielkość płótna. U dołu po lewej stronie widoczny jest fragment stopy, co może sugerować zmiany koncepcyjne malarza podczas pracy nad obrazem. Prawdopodobnie w miejscu psa miała pierwotnie znajdować się postać żołnierza i jego towarzysza. Po rezygnacji z tego planu powstało wolne miejsce, w którym van Dyck umieścił okno z kratą i psa.

## Proweniencja
Pierwszym właścicielem obrazu był Peter Paul Rubens. Potem dzieło trafiło do zbiorów króla Hiszpanii Filipa V, a następnie do muzeum Prado.

## Nawiązania
Antoon van Dyck był uczniem Rubensa i w jego pracach wyraźnie widać nawiązania do dzieł swojego mistrza. Płótno Koronowanie cierniem nawiązuje tutaj do płótna Wskrzeszenie Łazarza (Turyn, Galleria Sabauda). W 1621 roku van Dyck namalował Pojmanie Chrystusa, na którym w nocnej scenerii i w świetle zapalonych pochodni ukazał dramatyczną scenę pojmania Chrystusa. Chrystus tak jak i w Koronowaniu.. jest spokojny i pogodzony z nadchodzącymi wydarzeniami, a postać starego żołnierza w zbroi występuje na obu płótnach.